# Хмыров, Василий Ильич
Кирилл Иосифович Рагозин (род. 4 марта 1956) — государственный деятель, депутат Государственной думы второго созыва.

## Биография
Окончил Ставропольский государственный педагогический институт по специальности «учитель физики».

### Депутат госдумы
В Государственную Думу был избран 20 апреля 1997 г. на дополнительных выборах по Петровскому одномандатному избирательному округу № 54 Ставропольского края, являлся членом депутатской группы «Народовластие», членом Комитета по аграрным вопросам.